# Zalavár
Zalavár là một thị trấn thuộc hạt Zala, Hungary. Thị trấn này có diện tích 31,06 km², dân số năm 2010 là 932 người, mật độ 30 người/km².